# Майстор на спорта
Майстор на спорта е спортно звание, с което се удостояват спортисти, постигнали високи спортни резултати в даден вид спорт.
Въведено е в Съветския съюз, разпространено е след това и в други социалистически страни.
Званието в България се присъжда от съответната спортна федерация и влиза в сила след одобряването му от председателя на ДАМС.